# Dmytro Pyshkov
Dmytro Pyshkov –en ucraniano, Дмитро Пишков– (8 de agosto de 1986) es un deportista ucraniano que compite en lucha grecorromana. Ganó una medalla de bronce en los Juegos Europeos de Bakú 2015, en la categoría de 75 kg, y una medalla de bronce en el Campeonato Europeo de Lucha de 2010.

## Palmarés internacional
| Juegos Europeos    | Juegos Europeos   | Juegos Europeos   | Juegos Europeos |
| Año                | Lugar             | Medalla           | Categoría       |
| ------------------ | ----------------- | ----------------- | --------------- |
| 2015               | Bakú (Azerbaiyán) | Medalla de bronce | 75 kg           |
| Campeonato Europeo |                   |                   |                 |
| Año                | Lugar             | Medalla           | Categoría       |
| 2010               | Bakú (Azerbaiyán) | Medalla de bronce | 74 kg           |